# 連穎
連穎（英語：Erin，1999年4月27日—），台灣女藝人。2020年參加女團實境選秀節目《菱格世代Dancing Diamond 52》，為風暴黑桃團員，同年11月與部分風暴黑桃團員和經紀公司AOA Entertainment Lab簽約，作為旗下六人女子音樂組合HUR的成員出道。2023年HUR與三位新成員，以九人限定團體「緋紅魅影Crimzon」（又稱HUR+）參加臺灣女團真人秀節目《未來少女NEXT GIRLZ》。

## 外部連結
- 連穎的Instagram帳戶
- 連穎的Facebook專頁
- YouTube上的連穎頻道
- 連穎的Threads
- 連穎的TikTok